# Wolfshof (Harzgerode)

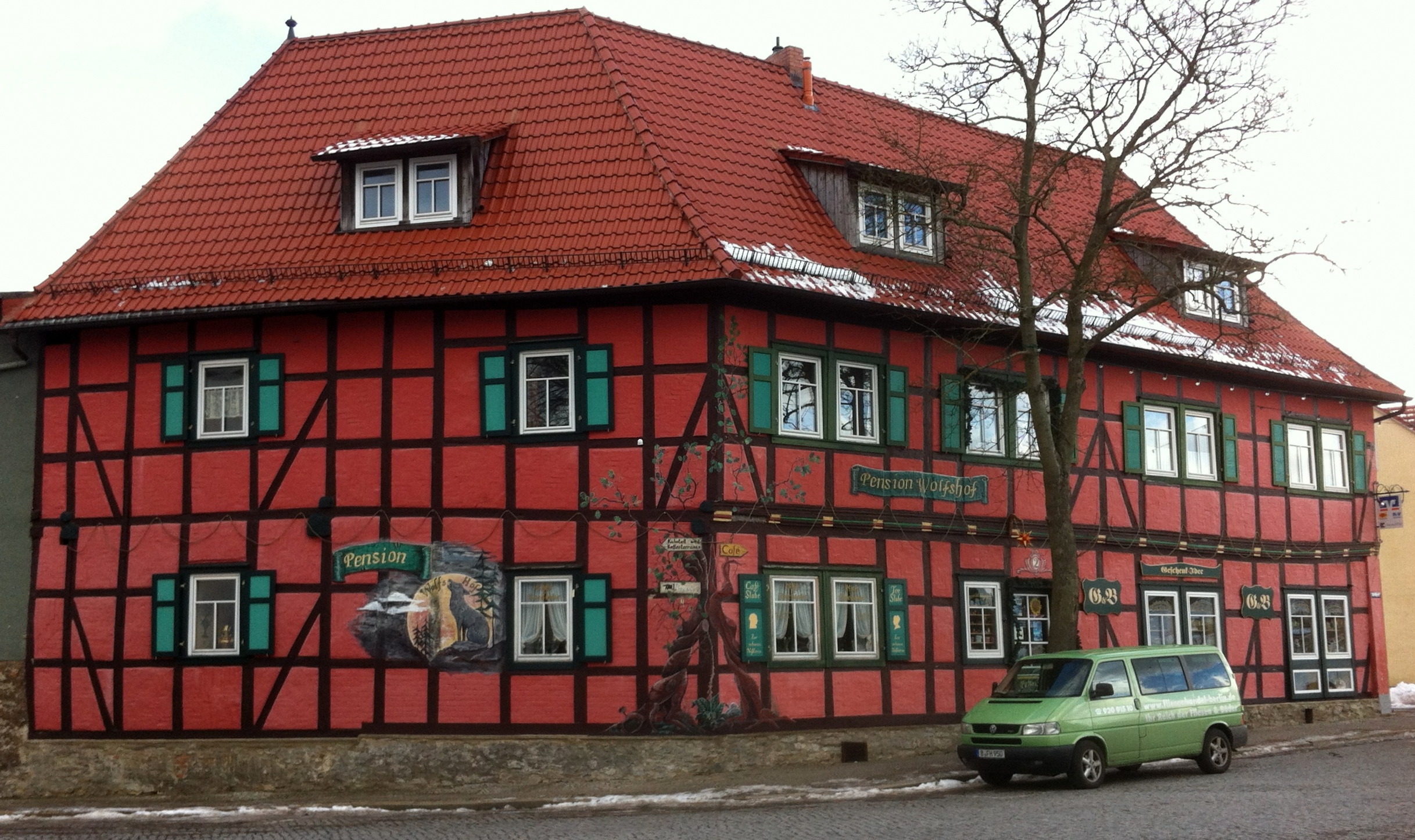
Wolfshof

Der Wolfshof ist ein denkmalgeschütztes Gebäude in der Stadt Harzgerode in Sachsen-Anhalt im Harz.

## Lage
Der Wolfshof befindet sich nordwestlich des Marktplatzes der Stadt, gegenüber dem Schloss Harzgerode am Schlossberg 2.

## Architektur und Geschichte
Das zweigeschossige Fachwerkhaus entstand um 1720. Andere Angaben nennen als Entstehungszeit bereits das 17. Jahrhundert. Im 17. Jahrhundert lebte dort zumindest der Kanzleirat Gottlieb Christian Nüssler. Hier wurde am 10. Mai 1683 auch seine Tochter Wilhelmine Charlotte Nüssler, die spätere Reichsgräfin zu Ballenstedt und als die schöne Nüsslerin bekannt gewordene, geboren. 1703 bescheinigte der Fürst dem Grundstück Haus-Privilegien wie die Befreiung von Abgaben, adlige Freiheiten und Immunitäten. Von 1724 bis zu ihrem Tode 1767 lebte in dem Grundstück die Prinzession Wilhelmine Auguste, Tochter Fürst Karl Friedrichs von Anhalt-Bernburg.
An der Fachwerkfassade des Bürgerhofes finden sich Füllhölzer, Balkenköpfe sowie eine profilierte Stockschwelle. Die Gefache sind mit Zierausmauerungen versehen.
Östlich schließen sich Seitenflügel an, die in jüngerer Zeit durch Baumaßnahmen im Erscheinungsbild verändert wurden.
Der Name geht auf die Familie Wolf zurück, die die zum Hof gehörigen 42 Hektar Land ab etwa 1760 bewirtschafteten. 1842 übernahm der Ackerbürger Heinrich Wolf dann auch das Haus und berief sich auf die alten Haus-Privilegien. 1863 wird ein Gesuch zum Schutz für die bisherige Dienstfreiheit bestätigt. So war das Grundstück vom Rossdienstgeld befreit. Im Februar 1911 wurde ein neuer Kuhstall mit Platz für 24 Tiere und ein dreietagiger Speicher errichtet.
1951 war auch der Hof der Wolfs von der zwangsweisen Kollektivierung in der DDR-Landwirtschaft betroffen. Nach 1989 übernahmen dann die Erben der Familie wieder den Besitz und nahmen umfangreiche Sanierungsarbeiten vor. Bei den Arbeiten wurde auch eine goldene Halskette der schönen Nüsslerin gefunden.
Im Haus wird heute die Pension Wolfshof sowie das Café Zur schönen Nüsslerin betrieben. Die Adressierung änderte sich von Schlossplatz 2 in Schlossberg 2b. Im Grundstückskataster ist das Grundstück als Flur 3, Flurstück 268 eingetragen.
Im örtlichen Denkmalverzeichnis ist das Anwesen als Gasthof unter der Erfassungsnummer 094 50066 als Baudenkmal verzeichnet.